# Blankman
Blankman ist eine US-amerikanische Actionkomödie aus dem Jahr 1994. Regie führte Mike Binder. Der Autor und Hauptdarsteller ist Damon Wayans. Er spielt einen Verlierer, der es mit viel Mühe schafft ein Superheld zu werden.

## Handlung
Darryl ist ein Loser und Genie mit dem Talent aus den verschiedensten Sachen die unglaublichsten Geräte zu basteln. Nachdem seine Großmutter bei einem Banküberfall getötet wird und Darryl zufällig über eine Formel stolpert, mit der er seine Kleidung kugelsicher machen kann, entschließt er sich der erste wahre Low-Budget-Superheld Blankman zu werden. Sein Bruder Kevin, zunächst nicht begeistert von der Vorstellung seines Bruders, die Kriminalität als Blankman zu bekämpfen, wird schon bald dessen rechte Hand.

## Parodie
Während Meteor Man eine Parodie von Superman ist, stellt Blankman klar erkennbar eine Parodie von Batman dar. Am Anfang sieht man den jungen Darryl, wie er sich mit seinem älteren Bruder Kevin die alte Batmanserie aus den 60er Jahren mit Adam West und Burt Ward anschaut. Der Film hat die gleichen Kampfeffekte wie die Serie („Zap!“, „Pow!“ usw.) und Blankman verwendet wie auch Batman viele Werkzeuge und Waffen, die er aus Haushaltsgegenständen und Schrott zusammengebaut hat (wie zum Beispiel J-5, Blankmans Roboter, der aus einer alten Waschmaschine besteht).
Hinzu kommt, dass Blankman sein eigenes Batcave in einer verlassenen U-Bahn-Station eingerichtet hat. Der Film „Blankman“ folgt einem Trend der frühen 1990er Jahre, der die klassischen Comichelden mit der modernen Kriminalität und afroamerikanischen Helden (wie Meteor Man und RZA´s Bobby Digital) kombiniert. Es sind auch einige Einflüsse des Superman vorhanden. Darryl benutzt, wie auch Clark Kent (= Superman) eine Brille um seine geheime Identität vor der Öffentlichkeit zu verbergen.
Ausgangspunkt für die Filmidee war ein Sketch über einen Superhelden namens „Handi Man“. Damon spielte einen geistig zurückgebliebenen Mann, der in der Postabteilung eines dem Daily Planet aus Superman sehr ähnlichen Gebäudes arbeitete.

## Kritik
„Eine Klamotte, die sich frech und reichlich platt beim Original" bedient. Aus dem Wust an Klamauk und krudem Witzeleien schimmert nur gelegentlich Sinn für Ironie hervor.“